# Peter von Hertenstein
Pour les articles homonymes, voir Hertenstein.
Peter von Hertenstein (né après 1450 au château de Buonas (de), mort le 8 août 1522 à Constance) est un homme d'église, à l'origine de la mise en place de la Garde suisse pontificale.

## Vie
Peter von Hertenstein, né au château de Buonas, sur les rives du lac de Zoug, est le fils de Kaspar von Hertenstein et le frère de Jakob von Hertenstein. Il est une relation de Jost von Silenen, évêque de Grenoble et de Sion, dont le fils, Kaspar von Silenen, sera le 1er commandant de la Garde suisse pontificale.
Peter von Hertenstein a étudié à l'université de Bâle en 1476. Il devient Magister artium à Paris en 1482, et Familiaris du pape Jules II en 1489. A côté de cela, il est également chef de chœur à Beromünster (1483), chanoine de Sion (1489) et doyen de Valère (1494), chanoine de Bâle (1494-1518).
En 1498, il se présente sans succès à l'élection du candidat du parti français du siège épiscopal de Sion, puis devient en 1502 chanoine de Constance. Il est ordonné prêtre en 1504, devient trésorier papal en 1505, et est le doyen du chapitre de Bâle de 1509 à 1515.
Le 22 janvier 1506, il fait don au pape Jules II de 150 gardes suisses qu'il a menés à Rome pour sa protection. Après avoir travaillé pour la fortification de la garde, il rentre dans son pays natal. Il se rend à Constance, dont il est le doyen, et y vit quelques années, avant d'y mourir en 1522.
Il est le représentant typique des nobles cléricaux dotés d'un pouvoir interne, ce qui lui vaut d'obtenir une prébende.